# Muehlenbergia
Muehlenbergia là một chi thực vật có hoa trong họ Hòa thảo (Poaceae).

## Loài
Chi Muehlenbergia gồm các loài: